# Morgan Johansson
Tomas Morgan Johansson (Höganäs, 14 mei 1970) is een Zweedse politicus van de Sociaaldemocratische Arbeiderspartij (Socialdemokraterna). Hij is sinds 1998 parlementslid in de Rijksdag en bekleedde verschillende ministerschappen in de Zweedse regering. Zo was hij minister van Volksgezondheid (2002–2006), Justitie (2014–2022), Migratie en Asielbeleid (2014–2017 en 2019–2021) en Binnenlandse Zaken (2017–2019 en 2021–2022). Tussen 2019 en 2022 diende hij tevens als vicepremier.

## Politieke loopbaan
Morgan Johansson studeerde filosofie aan de Universiteit van Lund. Hij was tussen 1994 en 1997 als journalist werkzaam bij het sociaaldemocratische dagblad Arbetet Nyheterna en daarnaast bestuurslid van Humanisterna, de grootste humanistische organisatie van Zweden. Namens de Sociaaldemocratische Arbeiderspartij (SAP) werd Johansson bij de Zweedse parlementsverkiezingen van 1998 voor het eerst verkozen in de Rijksdag, het Zweedse parlement. Hij nam er zitting als vertegenwoordiger van het zuidelijke kiesdistrict van de provincie Skåne.
Na de verkiezingen van 2002 werd Johansson door premier Göran Persson naar voren geschoven als minister van Volksgezondheid en Sociale Diensten, een functie die destijds behoorde tot het departement van Sociale Zaken. Hij bekleedde deze positie tot oktober 2006, toen de sociaaldemocratische regering van Persson werd afgelost door een rechts kabinet onder Fredrik Reinfeldt. Aansluitend maakte Johansson deel uit van de Zweedse delegatie van de Raad van Europa (2006–2010) en was hij voorzitter van de justitiecommissie in de Rijksdag (2010–2014).

### Minister van Justitie, Migratie en Asielbeleid
De parlementsverkiezingen van 2014 brachten de sociaaldemocraten na acht jaar oppositievoeren opnieuw aan de macht. In het kabinet-Löfven I, dat op 3 oktober 2014 aantrad onder leiding van premier Stefan Löfven, werd Johansson benoemd tot minister van Justitie, Migratie en Asielbeleid. In die rol was hij onder meer verantwoordelijk voor het bedwingen van de migrantencrisis, waarbij Zweden te maken had met een recordaantal vluchtelingen dat asiel aanvroeg. Johansson probeerde de toestroom terug te dringen door het verstrengen van regels, waaronder het beperken van gezinshereniging. Tijdens een bezoek aan een asielcentrum in Broby in maart 2015 werd hij door een 25-jarige man aangevallen met een brandblusser, maar bleef ongedeerd. In november 2015 riep hij migranten op niet meer naar Zweden te komen.
In juli 2017 verruilde Johansson zijn ministerschap van Migratie en Asielbeleid voor dat van Binnenlandse Zaken. Hij nam die functie over van Anders Ygeman, die na een motie van wantrouwen had moeten opstappen. Tevens bleef hij minister van Justitie. Bij het aantreden van het kabinet-Löfven II in januari 2019 werd Johansson herbenoemd als minister van Justitie en keerde hij weer terug als minister van Migratie en Asielbeleid. In september van dat jaar werd hij door premier Löfven bovendien aangewezen als vicepremier, als opvolger van de voortijdig afgetreden Margot Wallström. In het kabinet-Andersson (2021–2022) diende Johansson eveneens als vicepremier en minister van Justitie, maar verruilde hij zijn ministerschap van Migratie en Asielbeleid opnieuw voor dat van Binnenlandse Zaken.

#### Moties van wantrouwen
Als minister van Justitie kreeg Johansson tweemaal een motie van wantrouwen tegen zich ingediend. In november 2019 gebeurde dat door de rechtsnationalistische partij Sverigedemokraterna, vanwege het escalerende bendegeweld en de aanhoudende aanslagen waar Zweden mee geconfronteerd werd. Deze motie werd gesteund door de Moderaterna en de Kristdemokraterna, maar behaalde geen parlementaire meerderheid. In juni 2022 volgde een tweede motie van wantrouwen, opnieuw ingediend door de Sverigedemokraterna, die Johansson ervan betichtten veel te passief op te treden tegen criminele bendes. Deze motie kreeg steun van de Moderaterna, de Kristdemokraterna en de Liberalerna. Premier Magdalena Andersson waarschuwde dat de hele regering zou aftreden wanneer de motie werd aangenomen en het land in een politieke crisis terecht zou komen. Uiteindelijk kwam de motie één stem tekort en werd zij verworpen.
Na de verkiezingen van 2022 belandde de sociaaldemocratische partij in de oppositie, waarmee een einde kwam aan Johanssons ministerschap.